# Andreas Oppermann
Andreas Oppermann (* 17. Januar 1827 in Regensburg; † 15. Januar 1896 in Zittau) war ein deutscher Jurist sowie Reise- und Kunstschriftsteller.

## Leben
Andreas Oppermann war verheiratet und hatte mehrere Kinder.
Er immatrikulierte sich zu einem Studium der Rechtswissenschaften an der Universität Erlangen und setzte das Studium später an der Universität München und der Universität Leipzig fort.
1852 unterbrach er sein Studium und begleitete seinen Schwager, den Bildhauer Ernst Rietschel, nach Italien und vertiefte sich dort in Kunststudien.
Nach seiner Rückkehr beendete er sein Studium, trat 1855 in den sächsischen Staatsdienst und wurde 1858 Assessor am Gerichtsamt Zittau, bevor er sich 1863 dort als Rechtsanwalt niederließ.
Er veröffentlichte sowohl verschiedene Reiseschilderungen, so unter anderem 1859 Aus dem Bregenzer Wald und 1860 Palermo, als auch kunsthistorische Schriften; dazu veröffentlichte er eine Biografie zu Ernst Rietschel.
1868 hielt er die Festrede bei der Einweihung des Lutherdenkmals in Worms.
Von 1871 bis 1877 war er Stadtverordneter in der Zittauer Stadtvertretung.
Über zwanzig Jahre lang war er Vorsitzender des Aufsichtsrats der Oberlausitzer Bank in Zittau.
Andreas Oppermann wurde auf dem Zittauer Frauenfriedhof beigesetzt.

## Mitgliedschaften
Andreas Oppermann war im Vorstand des Zittauer Konzertvereins und im Vorstand sowie dem Ehrengericht der sächsischen Anwaltskammer in Dresden.

## Schriften (Auswahl)
Wenn nicht anders angegeben, sind die Digitalisate in den Digitalen Sammlungen des Münchener Digitalisierungszentrums zu finden.
- Aus dem Bregenzer Wald. 1859 (Digitalisat).
- Palermo. 1860 (Digitalisat).
- Andreas Oppermann; Adolf Stern (Hrsg.): Das Leben der Maler.
  - Vom vierzehnten bis zum sechszehnten Jahrhundert. Leipzig, 1862 (Digitalisat).
  - Vom sechszehnten bis zum neunzehnten Jahrhundert. Leipzig, 1864 (Digitalisat).
- Ernst Rietschel. Leipzig, 1863. (Digitalisat).
- Auf dem Oybin. In: Die Gartenlaube, Nr. 2. 1874. S. 31–35 und S. 47–49 (Digitalisat, deutsche Wikisource).